# São Tomás Apóstolo (título cardinalício)
São Tomás Apóstolo é um título presbiterial instituído em  14 de fevereiro de 2015 pelo Papa Francisco.

## Titulares protetores
- Pierre Nguyễn Văn Nhơn (desde 2015)